# Half-Life 2: Survivor
Half-Life 2: Survivor (дословно: рус. «Half-Life 2: Выживший») — версия компьютерной игры Half-Life 2, адаптированная для игровых автоматов. Была выпущена 28 июня 2006 года компанией Taito Corporation только в Японии; за разработку отвечали компании Taito Corporation и Valve Corporation, разработчик и правообладатель оригинальной Half-Life 2.

## Составляющие игрового автомата
Автомат работает на основе аппарата Type X производства Taito, построенного из PC-компонентов, работающих под управлением ОС Windows XP. В качестве периферийных устройств используются два джойстика, две педали, 32-дюймовый LCD-экран с разрешением 1360х768 и стереодинамики.

## Сюжет
Сюжет в общих чертах повторяет сюжет «старшей» версии: как и на ПК, игра распределена на главы; ведётся от лица Гордона Фримена; сохранены основные сюжетные повороты (однако внесены некоторые технические изменения в различные главы, см. ниже).

## Игровой процесс

### Сходства с компьютерной версией игры

Скриншот игрового процесса.

Набор оружия во многом близок к оригинальной игре; помимо одиночного режима, имеется мультиплеер в режиме deathmatch — в случае, если между собой соединены два и более автомата.

### Отличия от компьютерной версии игры
В связи с тем, что игра переиздается на иной платформе и ориентирована на иной контингент игроков, она во многом отличается от ПК-версии. Дабы адаптировать игру для автоматов, из неё были вырезаны физические головоломки и скриптовые сценки с лицевой анимацией, а на уровнях появились неоновые стрелки, указывающие путь.
Сохраняться в игре можно только с помощью специальной карты памяти, которая даётся в начале игры и вставляется в игровой автомат. Вместо привычных клавиатуры и мыши игрок управляет Фрименом с помощью двух встроенных джойстиков, один из которых отвечает за передвижение игрока, а другой за управление обзором и прицеливанием. Прыжок и приседание выполняются с помощью двух педалей.